# Ngaliema
Pour les articles homonymes, voir Ngaliema (homonymie).

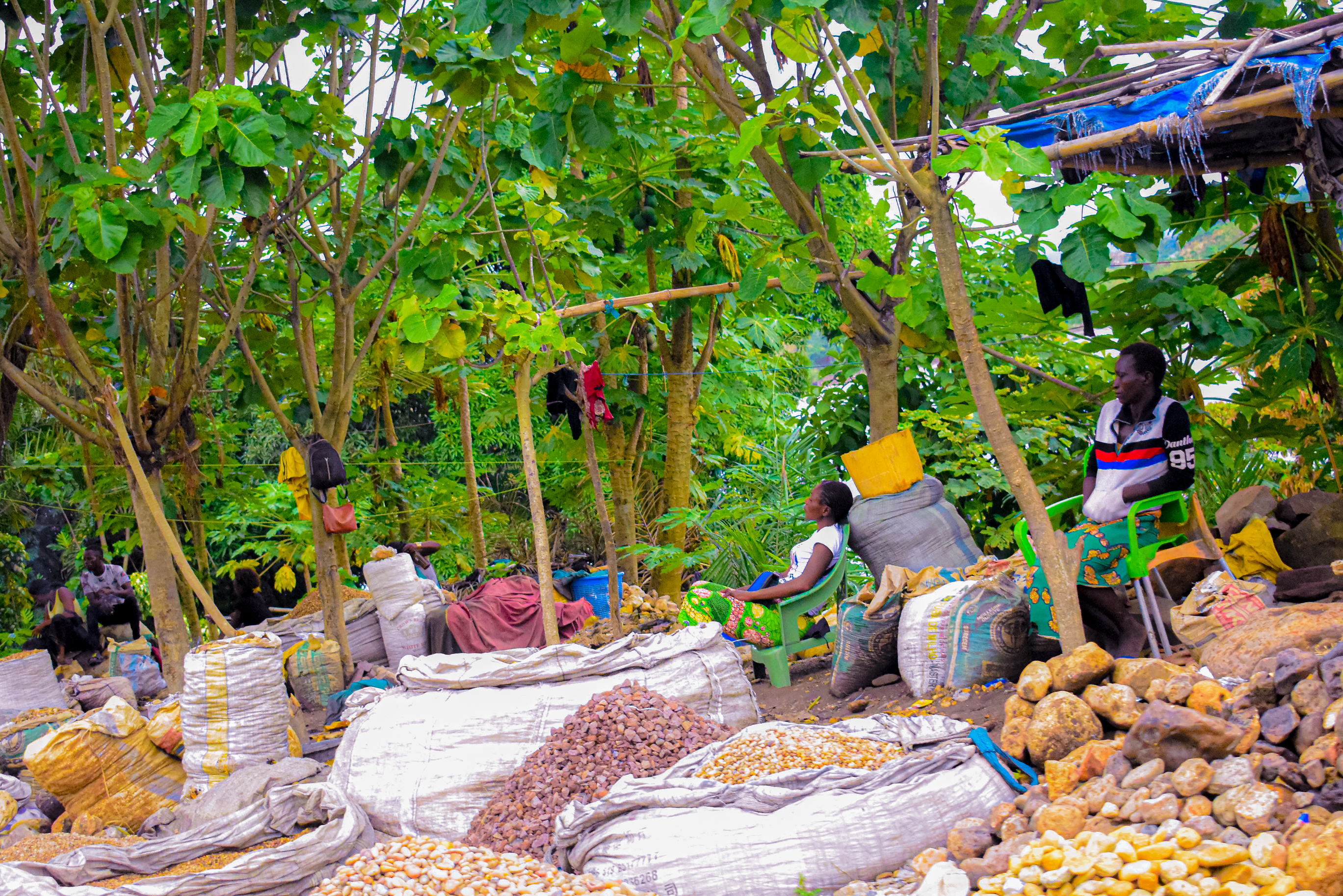
Commerce de caillasses le long de l'avenue du tourisme dans la commune de ngaliema

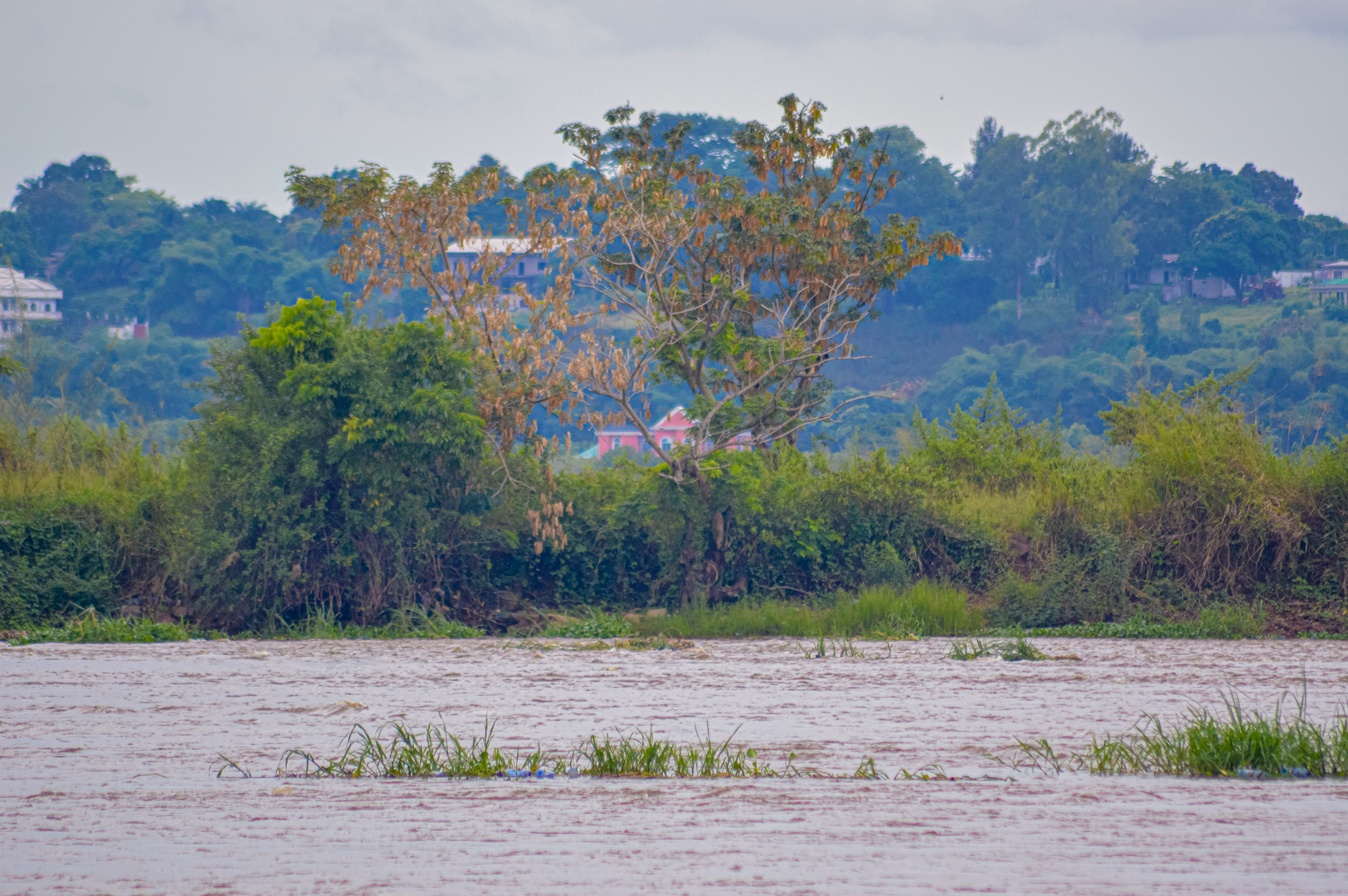
Commune de ngaliema vue de fleuve Congo, depuis la cité Mimosa

Ngaliema est une commune de l'ouest de la ville de Kinshasa en république démocratique du Congo. La commune s'étire de Kintambo vers le sud en montant le mont Ngaliema, tout au long de la route de Matadi.

## Géographie
La commune est bordée au nord par le fleuve Congo et la Gombe, au nord-est par la commune de Kintambo ; à l’Est par les communes Bandalungwa et de Selembao; à l’Ouest et au Sud par la commune de Mont-Ngafula.
Superficie : 6 264 ha = 62,64 km2 Coordonnées : 4° 21′ 42″ sud, 15° 13′ 06″ Densité : 10 890 hab./km2

## Histoire
La commune de Ngaliema tient son nom de Ngaliema, chef qui a signé le « traité de fraternité » avec Henry Morton Stanley en 1881.
La commune de Ngaliema est créée le 12 octobre 1957.

## Quartiers
La commune de Ngaliema est constituée de 21 quartiers et 198 localités en 2009 :
Lunkunga, Ngomba Kikusa, Bumba, Binza Pigeon, Djelo Binza, Bangu, Punda, Kimpe, Anciens Combattants, Basoko, Congo, Joli Parc, Kinkenda, Kinsuka Pêcheur, Lonzo, Musey, Mama-Yemo, Manenga, Mfinda, Monganga, Lubudi.
Les localités sont notamment :
- Mont-Fleury ;
- Binza Ozone ;
- Binza Météo ;
- Binza Delvaux ;
- Binza Pigeon ;
- Binza Ma Campagne ;
- Binza U.P.N.

| \| Les 4 districts et les 24 communes de Kinshasa \| \| v · d · m \| |                    |           |
| District de la Lukunga District de la Funa District du Mont-Amba District de la Tshangu Brazzaville Fleuve Congo Pool Malebo M’Bamou Baie de Ngaliema Gombe Barumbu Kin. Ling. K.-V. Ng.-Ng. Kal. Banda- lungwa Kintambo Ngaliema Selembao Bumbu Makala Ngaba Lemba Limete Matete Kisenso Masina Ndjili Kimbanseke Nsele Mont-Ngafula Nsele Maluku |                    |           |
| abréviations : Kinshasa (Kin.), Kasa-Vubu (K.-V.), Lingwala (Ling.), Ngiri-Ngiri (Ng.-Ng.) |                    |           |
| Les 4 districts et les 24 communes de Kinshasa | Blason de Kinshasa | v · d · m |

## Démographie
| 1967   | 1970   | 1984    | 2003    | 2004    |
| ------ | ------ | ------- | ------- | ------- |
| 30 640 | 63 844 | 252 151 | 660 646 | 683 135 |

## Édifices et monuments
La commune accueille par ailleurs le palais de Marbre, ancien palais des hôtes sous Mobutu Sese Seko, et résidence officielle du président sous Laurent Désiré Kabila.
Ngaliema accueille aussi la résidence traditionnelle des présidents de la RDC, située à proximité du camp militaire Colonel Tshatshi. Cette résidence est située sur le même terrain que le palais présidentiel construit par Mobutu, et totalement pillé par la population après sa fuite en 1997, à l'issue de la Première Guerre du Congo. Le camp Tshatshi est aussi le site du ministère de la Défense, et de l'état-major général inter-armes des Forces armées de la République démocratique du Congo.
Ngaliema abrite aussi la cité de l'OUA (maintenant cité de l'Union africaine), un complexe bâti dans les années 1980 pour héberger les chefs d'État participant au sommet de l'OUA qui s'est tenu a Kinshasa.

## Ambassades
L'Ambassade de France en république démocratique du Congo se trouve au nord de la commune au 1 avenue du Colonel Mondjiba, dans le quartier Basoko en limite de la Gombe.
L'Ambassade du Liban se trouve quartier Joli Parc, Ma Campagne, 19 avenue Joli Parc.

## Éducation
- American School of Kinshasa
- EIB Le cartésien
- Groupe scolaire Aurore-Matanelo
- Institut Bobokoli
- Lycée Tobongisa
- Complexe Scolaire MAFUTA
- College Don Bonsco de Lukunga
- college saint Cyprien
- Wonderschool